# Reinhard Rürup

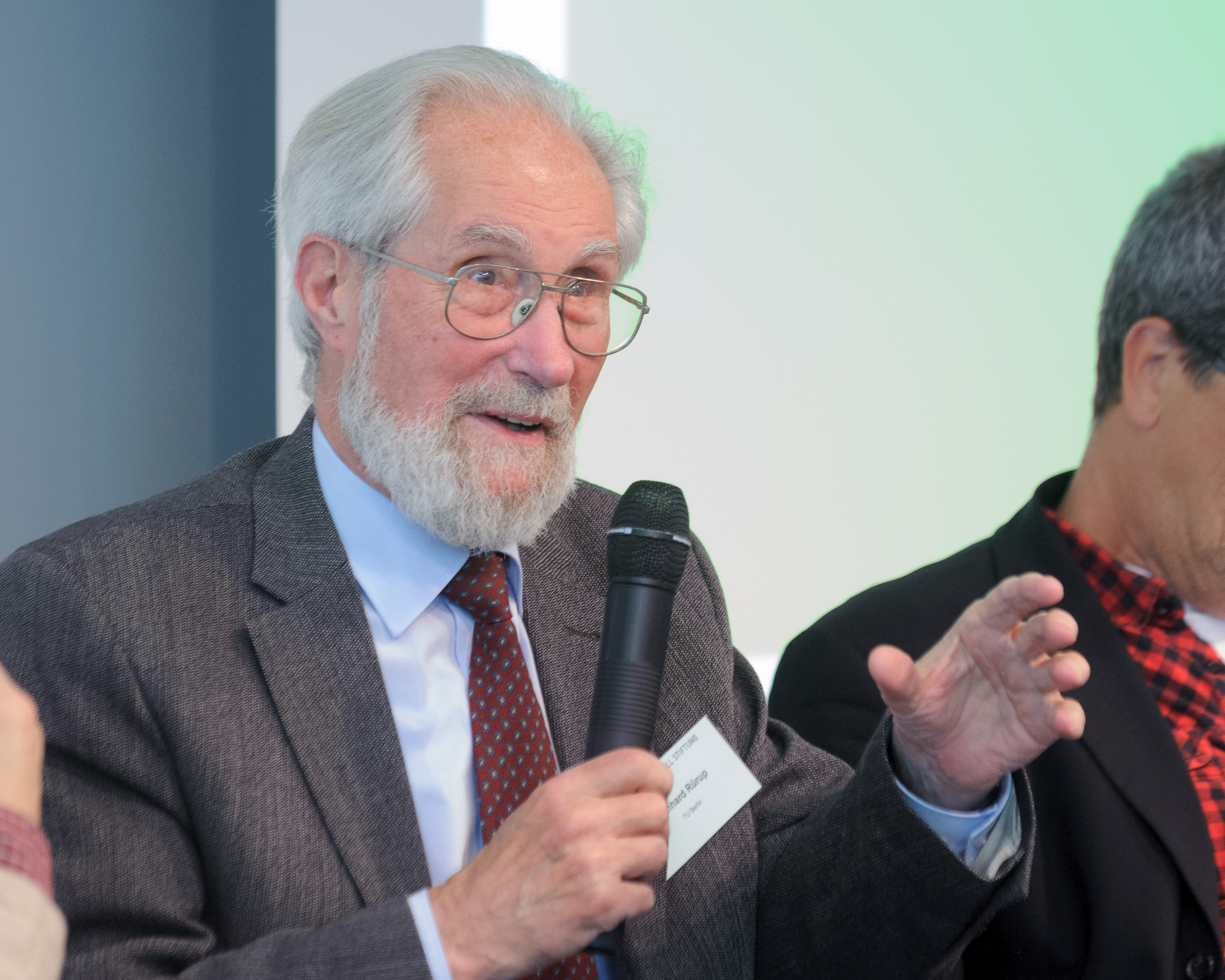
Reinhard Rürup (2012)

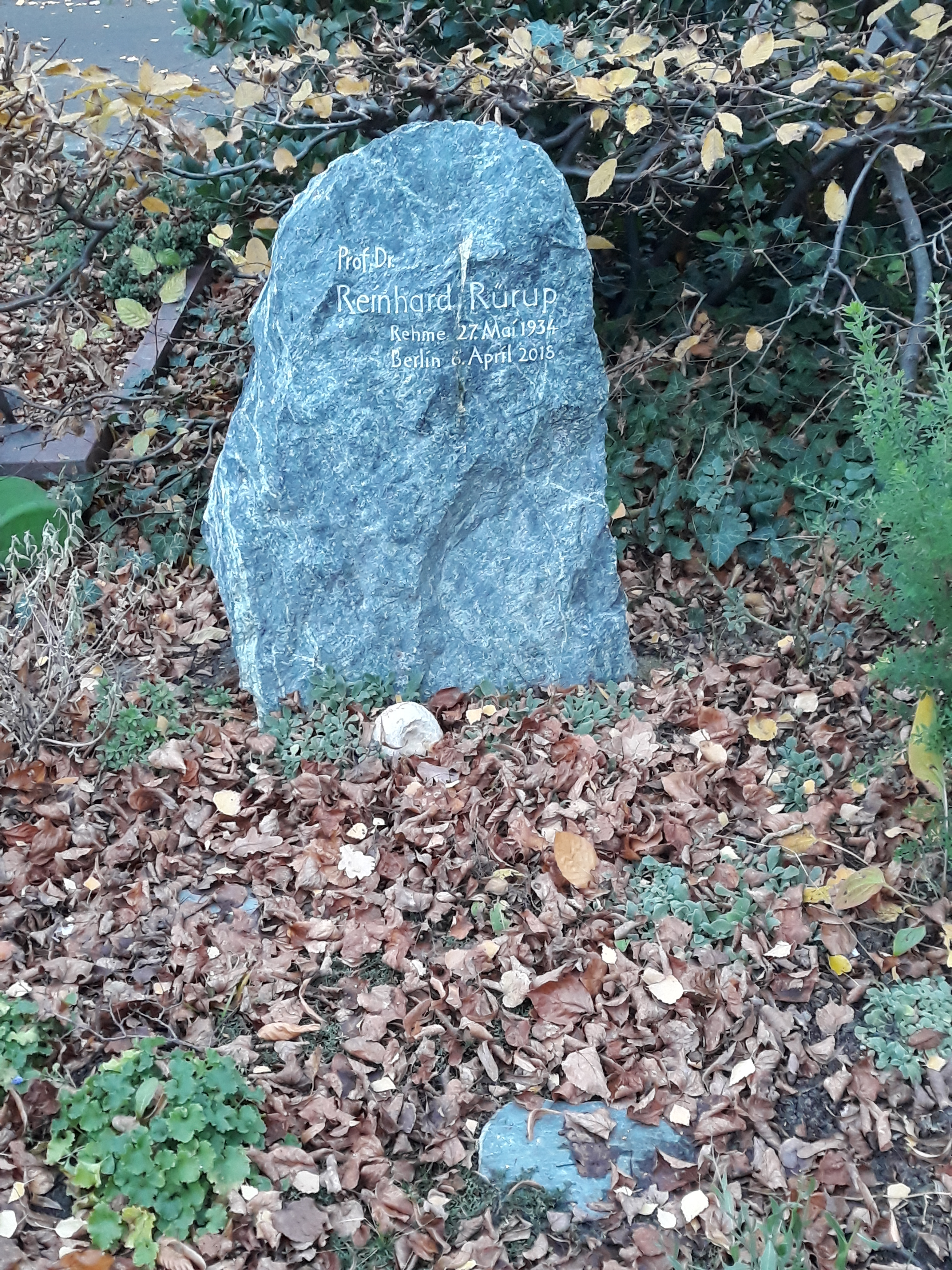
Grab von Reinhard Rürup auf dem Friedhof Schöneberg III in Berlin-Friedenau

Reinhard Rürup (* 27. Mai 1934 in Rehme, Westfalen; † 6. April 2018 in Berlin) war ein deutscher Neuzeithistoriker. Seine Arbeiten zu 1848 und zur deutschen Revolution 1918/19 wurden zu Standardwerken der deutschen Revolutionsgeschichte.

## Leben und Wirken
Reinhard Rürup wuchs im ostwestfälischen Bad Oeynhausen auf. Er besuchte das dortige Immanuel-Kant-Gymnasium bis zum Abitur. Er studierte ab 1954 Geschichte und Germanistik und hörte nebenbei Rechtswissenschaften und Theologie an den Universitäten Freiburg und Göttingen. Bei Percy Ernst Schramm wurde er 1962 mit einer Doktorarbeit über Johann Jakob Moser – Pietismus und Reform promoviert. Ab 1961 arbeitete Rürup als Assistent von Martin Göhring, wechselte 1964 zu Thomas Nipperdey nach Karlsruhe und ging mit ihm 1967 ans Friedrich-Meinecke-Institut der Freien Universität Berlin. Dort habilitierte er sich 1970 als Oberassistent, womit zu dieser Zeit die sofortige Berufung zum Professor an der Freien Universität verbunden war. Von 1975 bis zu seiner Emeritierung 1999 hatte er einen Lehrstuhl für Neuere Geschichte an der Technischen Universität Berlin inne. Rürup lehrte als Gastprofessor unter anderem an den Universitäten von Berkeley, Stanford, Harvard und Jerusalem.
Von 1989 bis 2004 war Rürup Leiter der Gedenkstätte Topographie des Terrors in Berlin. Aus Protest gegen die Verschleppungstaktik gegenüber dem Bauprojekt des Architekten Peter Zumthor seitens der zuständigen Behörden des Landes Berlin und des Bundes trat er von seinem Ehrenamt zurück.
Um breiteren Bevölkerungsschichten, besonders Schülern und Jugendlichen, neue historische Forschungsergebnisse zu sowjetischen Kriegsopfern, deutschen Vernichtungsplänen vor 1941, deren ideologischen und gesellschaftlichen Wurzeln und der Beteiligung deutscher Führungseliten daran zu vermitteln, konzipierten Rürup und andere 1991 die Berliner Ausstellung Der Krieg gegen die Sowjetunion.
Von 1999 bis Ende 2005 leitete er mit Wolfgang Schieder das Forschungsprogramm „Geschichte der Kaiser-Wilhelm-Gesellschaft im Nationalsozialismus“. Seit 2003 war Rürup Mitglied der Beratenden Kommission im Zusammenhang mit der Rückgabe NS-verfolgungsbedingt entzogenen Kulturguts, insbesondere aus jüdischem Besitz („Limbach-Kommission“), die als Mediatorin in strittigen Fällen der Restitution von Raubkunst tätig wird. Von 2008 bis 2017 war er stellvertretender Vorsitzender der Kommission, von 2015 bis 2017 amtierender Vorsitzender. Ihm wurde 2010 das Große Bundesverdienstkreuz verliehen.
Rürup gehörte zu den Gründern der Zeitschrift Geschichte und Gesellschaft. Er war Mitglied der Historischen Kommission der SPD.
Die Zeitschrift für Geschichtswissenschaft (ZfG) widmete ihre gesamte Ausgabe Nr. 5/2019 Reinhard Rürup und dessen Gedenken zu seinem ersten Todestag. Diese Schwerpunktausgabe In memoriam Reinhard Rürup (1934–2018) erschien zur Sonderveranstaltung In Erinnerung an Prof. Dr. Reinhard Rürup (27. Mai 1934 – 6. April 2018), die am 28. Mai 2019 im Dokumentationszentrum Topographie des Terrors stattfand.
Seine Arbeiten erstreckten sich thematisch vom 18. Jahrhundert, zu dessen Geschichte er eine Biographie über Johann Jacob Moser vorlegte, bis zum deutschen Vernichtungskrieg gegen die Sowjetunion, dessen Ursachen und Verlauf er in einer historischen Ausstellung thematisierte. Er gehörte zu den ersten deutschen Historikern, die sich nach dem Zweiten Weltkrieg mit der Geschichte der Juden in Deutschland befassten.

## Schriften (Auswahl)
Monographien und Aufsatzsammlungen
- Johann Jakob Moser. Pietismus und Reform (= Veröffentlichungen des Instituts für Europäische Geschichte Mainz. Abt. Universalgeschichte, Band 35). Franz Steiner, Wiesbaden 1965.
- Probleme der Revolution in Deutschland 1918/1919 (= Institut für Europäische Geschichte. Vorträge. Nr. 50). Steiner, Wiesbaden 1968.
- Emanzipation und Antisemitismus. Studien zur „Judenfrage“ der bürgerlichen Gesellschaft (= Kritische Studien zur Geschichtswissenschaft. Band 15). Vandenhoeck & Ruprecht, Göttingen 1975, ISBN 3-525-35966-7.
- mit Peter Brandt: Volksbewegung und demokratische Neuordnung in Baden 1918/19. Zur Vorgeschichte und Geschichte der Revolution. Thorbecke, Sigmaringen 1991, ISBN 3-7995-4146-2.[12]
- Deutschland im 19. Jahrhundert 1815–1871 (= Deutsche Geschichte. Band 8 = Kleine Vandenhoeck-Reihe. Band 1497). 2., durchgesehene und bibliographisch ergänzte Auflage. Vandenhoeck & Ruprecht, Göttingen 1992, ISBN 3-525-33584-9.
- (unter Mitwirkung von Michael Schüring): Schicksale und Karrieren. Gedenkbuch für die von den Nationalsozialisten aus der Kaiser-Wilhelm-Gesellschaft vertriebenen Forscherinnen und Forscher (= Geschichte der Kaiser-Wilhelm-Gesellschaft im Nationalsozialismus. Band 14). Wallstein-Verlag, Göttingen 2008, ISBN 978-3-89244-797-9.
- Der lange Schatten des Nationalsozialismus. Geschichte, Geschichtspolitik und Erinnerungskultur. Herausgegeben von Stefanie Schüler-Springorum. Wallstein-Verlag, Göttingen 2014, ISBN 978-3-8353-1530-3.
- Revolution und Demokratiegründung. Studien zur deutschen Geschichte 1918/19. Herausgegeben von Peter Brandt und Detlef Lehnert, Wallstein Verlag, Göttingen 2020, ISBN 978-3-8353-3363-5.

Herausgeberschaften
- mit Karin Hausen: Moderne Technikgeschichte (= Neue wissenschaftliche Bibliothek. Band 81). Kiepenheuer & Witsch, Köln 1975.
- Wissenschaft und Gesellschaft. Beiträge zur Geschichte der Technischen Universität Berlin 1879–1979. Festschrift zum hundertjährigen Gründungsjubiläum der Technischen Universität Berlin. 2 Bände. Springer, Berlin 1979, ISBN 3-540-09672-8.
- Topographie des Terrors: Gestapo, SS und Reichssicherheitshauptamt auf dem "Prinz-Albrecht-Gelände". Eine Dokumentation, Verlag Willmuth Arenhövel, Berlin 1987; 16. überarbeitete und erweiterte Ausgabe 2005.